# Delonix baccal
Delonix baccal – gatunek wianowłostki z rodziny bobowatych (Fabaceae) z podrodziny brezylkowych (Caesalpinioideae). Występuje w północno-wschodniej części Afryki (Etiopia, Somalia i Kenia).
Rośnie głównie od 180 m do 1000 m n.p.m.

## Morfologia
PokrójDrzewo o wysokości 6–18 m. Korę ma gładką, szarą i łuszczącą się.
LiścieDwukrotnie pierzasto złożone, na odcinkach II rzędu znajduje się od 10 do 20 listków. Listki są zaokrąglone na wierzchołku.
KwiatyZebrane w grona 4–9-kwiatowe, Płatki górne są jasnożółte o długości 4,2–5,5 cm, pozostałe płatki są białe, mają 2,8–3,5 cm długości, wszystkie się wyraźnie zwężają i są zaostrzone na wierzchołku. Pręciki mają 3–4 cm.
OwoceStrąki o wymiarach 15–24 cm × 2,5–3,5 cm.

## Zastosowanie
Drzewa tego gatunku są często uprawiane jako ozdobne. W Etiopii lud Borana używa drewna do wyrobu różnych artykułów gospodarstwa domowego. Lokalne ludy wykorzystują strąki nasion jako paliwo.